# Band-e Yaghmūr
Band-e Yaghmūr (persiska: بند یغمور, Band-e Yaqmūr) är en ort i Iran.   Den ligger i provinsen Nordkhorasan, i den nordöstra delen av landet, 600 km öster om huvudstaden Teheran. Band-e Yaghmūr ligger 948 meter över havet och antalet invånare är 520.
Terrängen runt Band-e Yaghmūr är huvudsakligen kuperad, men åt nordväst är den platt. Band-e Yaghmūr ligger nere i en dal. Runt Band-e Yaghmūr är det ganska glesbefolkat, med 27 invånare per kvadratkilometer. Närmaste större samhälle är Bojnourd, 18,7 km väster om Band-e Yaghmūr. Omgivningarna runt Band-e Yaghmūr är i huvudsak ett öppet busklandskap.